# Wszyscy moi przyjaciele nie żyją
Wszyscy moi przyjaciele nie żyją – polski film z gatunku czarna komedia w reżyserii Jana Belcla, którego premiera miała miejsce 28 grudnia 2020 na platformie VOD Netflix.

## Fabuła
Podczas imprezy noworocznej paczki przyjaciół seria szalonych wydarzeń wydobywa na jaw sekrety, rozdziera serca i prowadzi do szokującego finału (opis dystrybutora).

## Obsada
| Aktor               | Rola                        |
| ------------------- | --------------------------- |
| Michał Meyer        | aspirant Grzegorz Dąbrowski |
| Adam Woronowicz     | inspektor Kwaśniewski       |
| Julia Wieniawa      | Anastazja                   |
| Nikodem Rozbicki    | Paweł                       |
| Adam Turczyk        | Jordan                      |
| Monika Krzywkowska  | Gloria                      |
| Szymon Roszak       | Robert                      |
| Michał Sikorski     | Rafał                       |
| Adam Bobik          | Pizza Boy                   |
| Tomasz Karolak      | głos szefa Pizza Boya       |
| Mateusz Więcławek   | Filip                       |
| Yassine Fadel       | Jacques                     |
| Bartłomiej Firlet   | Jezus                       |
| Wojciech Łozowski   | Dariusz                     |
| Aleksandra Pisula   | Oliwia                      |
| Paulina Gałązka     | Jolanta                     |
| Magdalena Perlińska | Renata                      |
| Konrad Żygadło      | Daniel                      |
| Katarzyna Chojnacka | Angelika                    |
| Kamil Piotrowski    | Marek                       |

## Odbiór
Film zebrał skrajne recenzje krytyków jak również analogiczne komentarze widzów. W większości recenzji zwraca się uwagę na dość kontrowersyjny typ humoru oraz na dobrą i naturalną kreację Moniki Krzywkowskiej. W dniu 01.01.2021 r. na portalu Filmweb średnia z 18 recenzji krytyków wynosiła 5,5 /10, natomiast średnia ocena wystawiona przez publiczność wynosiła 5,0 /10.